# Green Economics Institute
The Green Economics Institute är en internationell ideell förening och forskningsinstitut med mål att göra grön ekonomi till en erkänd ekonomisk disciplin och därigenom hjälpa institutioner och individer att finna lösningar på problemen med fattigdom, miljöförstöring och andra problem i samhället. Föreningen/institutet organiserar konferenser och utbildningar inom olika teman. De publicerar även böcker och producerar världens första akademiska journal, The Green Economist (ISSN 1751-0562), om grön ekonomi. 
Institutet arbetar med regeringar och riksdagsledamöter i Storbritannien, Frankrike, Spanien, Polen, Tyskland, Montenegro och Irland. Föreläsningar har hållits såväl i Europa som Kina, Ryssland och Brasilien.